# 760

## أحداث
- بيبين الثالث ("القصير") ملك الفرنجة يبدأ حملة على سبتمانيا وآكيتين. وينتصر على مدن كاركاسون، تولوز، روديز ، ألبي. الدوق وايفر من بوردو يصادر أراضي الكنيسة وينهب بورغندي. بيبين يغزو مقاطعتي بيري وأوفيرني، ويستولى على حصون بوربون وكليرمون. وهزمت قوات الباسك التي يقودها وايفر من قبل الفرنجة، وتم ترحيلهم إلى شمال فرنسا مع أطفالهم وزوجاتهم.

## مواليد
- سيبويه لغوي فارسي، صاحب الكتاب. (توفي 796 م).